# Sciapus tenuinervis
Sciapus tenuinervis är en tvåvingeart som först beskrevs av Friedrich Hermann Loew 1857.  Sciapus tenuinervis ingår i släktet Sciapus och familjen styltflugor. Inga underarter finns listade i Catalogue of Life.